# William Wain Prior
William Wain Prior (Kopenhagen, 18 juli 1876 – Frederiksberg, 9 maart 1946) was een Deense generaal en opperbevelhebber van het Deense leger van 1939 tot 1941.
Voor de Duitse bezetting van Denemarken in 1940 verzocht Prior de Deense regering om het leger uit te breiden. Deze verzoeken werden echter niet aanvaard door een meerderheid van het Deense parlement, die vreesden dat uitbreiding van het leger nazi-Duitsland zou provoceren.
Toen in april 1940 de invasie van Denemarken begon, wilde Prior dat het Deense leger het land actief zou verdedigen zelfs nadat Duitsland via OPROP!-pamfletten had gedreigd Kopenhagen te bombarderen. Maar de Deense regering ging hiermee niet akkoord, omdat ze bezorgd waren dat Kopenhagen en andere grote Deense steden het lot zouden ondergaan van de Poolse hoofdstad Warschau in september 1939. 
Prior bleef opperbevelhebber van het Deense leger nadat de Duitsers Denemarken hadden bezet en werkte actief om te voorkomen dat het Deense leger betrokken zou raken aan de Duitse zijde. Hij trad in oktober 1941 af als opperbevelhebber. 

## Militaire loopbaan
- Løjtnant: 1898[1]
- Premierløjtnant:
- Kaptajn: 1910[2]
- Major:
- Oberstløjtnant:
- Oberst: 16 april 1929[3]
- Brigadegeneral:
- Generalmajor: 1 augustus 1930[3]
- Generalløjtnant: 1 december 1939[3]
- General:

## Decoratie
- Storkors af Dannebrogordenen